# 조선인민유격대
조선인민유격대(朝鮮人民遊擊隊)는 1946년에 남조선로동당이 발족한 군사조직으로 한국 전쟁에서 유격전을 수행한 공산주의 유격대이다. 흔히 빨치산이라고 부르며, 남부군, 공비, 공산 게릴라라는 표현도 사용되었다.

## 배경

### 정세적 배경
미군정기인 1946년에 발생한 대구 폭동으로 유혈 사태가 일어나면서 남조선로동당(줄여서 남로당)의 폭력 노선으로, 불법화되는 과정에서 산으로 들어간 좌파 인사들이 조선인민유격대의 효시이다. 이들 가운데 일부가 2·7 사건과 제주 4·3 사건 이후 전라남도 곡성군과 구례군 일대에서 야산대로 불리던 무장 유격대로 전환했고, 야산대 일부는 1948년 여수·순천 사건 이후 군 정규 부대에서 전환한 유격대에 흡수되어 본격적인 파르티잔 활동이 시작되었다.
1946년부터 이미 조선인민유격대의 전신인 야산대가 탄생하여 한국 전쟁 발발 전까지 활발한 활동을 펼쳤다는 점은 한국 전쟁의 내전적 성격을 잘 보여준다. 조선인민유격대는 제주 4·3 사건과 여수·순천 사건을 한국 전쟁과 잇는 징검다리 역할을 했으며, 토벌대와의 전투 과정은 일종의'작은 전쟁'이 되어 한국 전쟁의 전초전을 형성했다.

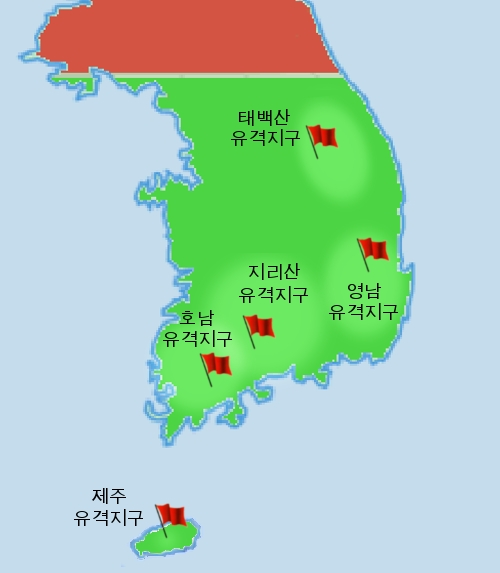
한국 전쟁 전 형성된 유격지구

### 유격 지구의 형성
야산대가 속속 입산하면서 1948년부터 여러 지역에서 자생적인 유격 지구가 형성되었다. 주목할 만한 유격 지구는 다음 5군데였다.
1. 호남 유격 지구 : 전남의 나주군, 영광군, 함평군, 장흥군 평야 지역.
2. 지리산 유격 지구 : 지리산을 중심으로 남쪽의 백운산과 북쪽의 덕유산을 연결하는 전남, 경남, 전북의 산악 지대.
3. 태백산 유격 지구: 태백산과 소백산 국망봉을 중심으로 남쪽으로는 안동군과 청송군에 이르는 강원 남부와 경북 북부의 산악 지대.
4. 영남 유격 지구 : 경북 경주군, 영천군, 영일군, 청도군 등 대구 주변과 경남 양산군, 울산군, 동래군 주변 지대.
5. 제주도 유격 지구 : 제주 4·3 사건의 여파로 형성된 제주도 한라산 일대 지역.

이 가운데 자연 환경이 유리한 지리산 유격 지구가 나중에 조선인민유격대의 총본산이 되었다.

### 조선인민유격대의 창설
남로당과 북로당이 합당해 조선로동당을 결성한 1949년 6월에 평양에서는 조국통일민주주의전선(줄여서 조국전선)이 발족했다. 조국전선이 출범하면서 채택한 성명서에는 무장 유격 투쟁의 가능성을 암시하는 다음과 같은 선언이 담겨 있다.
 만일 반동이 고집하고 평화적 통일사업을 방해하는 때에는 그는 조선인민의 처단을 면치 못할 것이다. 조선인민은 조국의 통일과 민주화와 독립을 향하여 앞으로 나아가는 길에서 장애를 주는 모든 놈들을 자기의 길에서 능히 소탕할 것이다. 

조국전선 결성 대회에서는 지리산의 유격대에서 보내온 전갈도 소개되었다. 조국전선의 결성은 '남조선 애국인민'들의 국토 완정을 위한 투쟁의 새로운 계기로 평가되어 이승만 정부에 반대해 투쟁에 나선 대한민국 국민, 즉 유격대와의 연계가 핵심 과제 중 하나였다.
조선로동당 창당을 분기점으로 유격전은 새로운 단계로 접어들었다. 발생 초기의 기층적이며 자발적인 성격이 조선민주주의인민공화국의 사업 지원으로 외부적 요인에 압도되면서, 조직적 체계가 정비되었고 상층 지도부의 선도에 따르는 방향으로 변모한 것이다.
조선민주주의인민공화국은 유격 부대를 일원적으로 지휘할 수 있는 기구로 조선인민유격대를 1949년 7월에 창설했다. 지휘 계통은 남조선로동당의 박헌영과 리승엽에 속했다.

## 활동

### 한국 전쟁 전

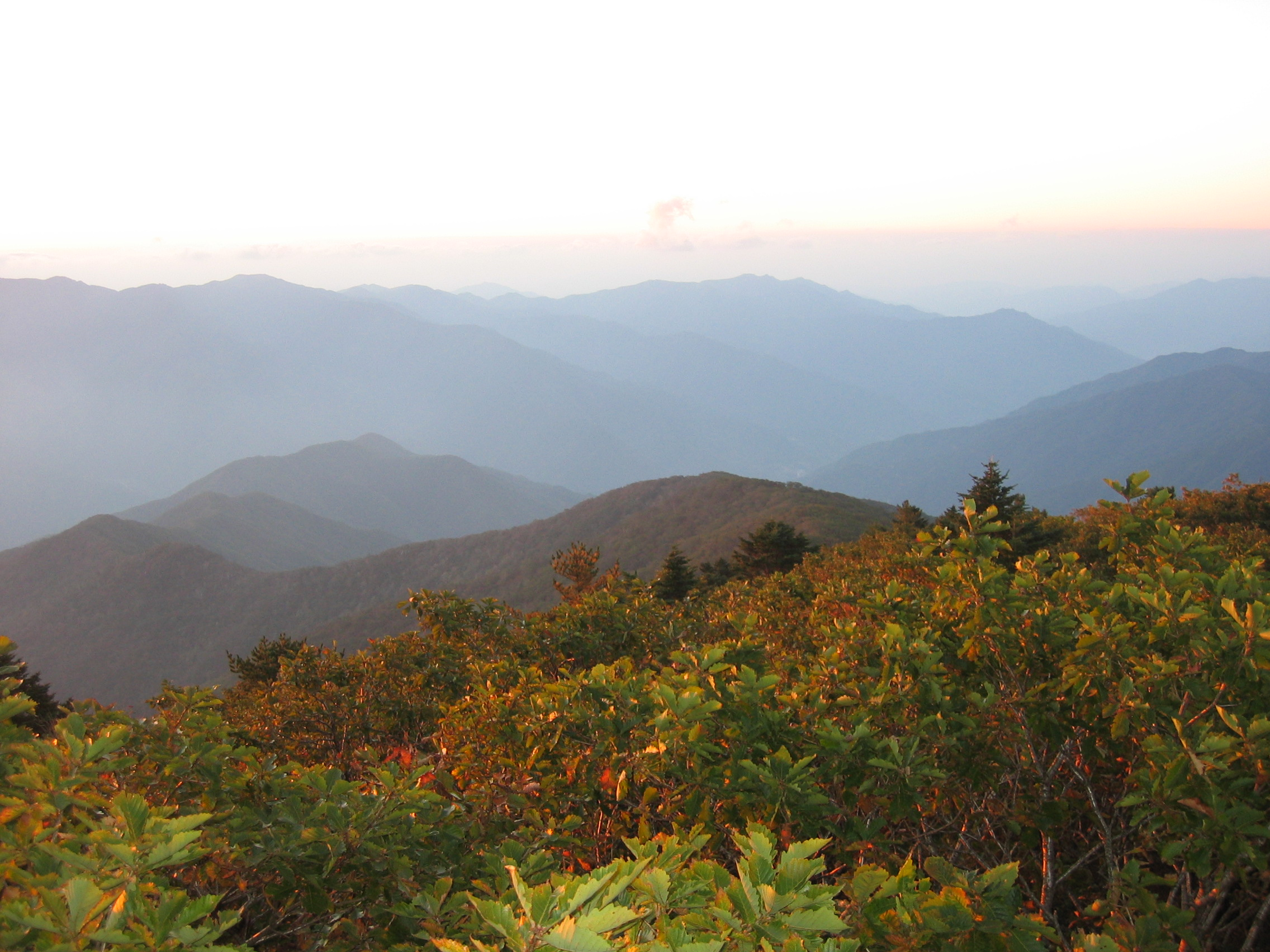
제2병단 사령부가 있던 지리산

1949년 창설된 조선인민유격대는 오대산 지구를 맡은 제1병단과 지리산 지구의 제2병단, 태백산 지구의 제3병단으로 편성되었다. 제1병단은 이호제, 제2병단은 이현상, 제3병단은 김달삼과 남도부가 각각 책임자가 되었다.
조선민주주의인민공화국은 강동정치학원을 통해 양성한 유격대원을 포함하여 약 2,400명의 파르티잔을 1948년부터 약 1년 동안 10회에 걸쳐 남파했다. 이들 가운데 약 1,700명이 한국 전쟁 발발 시점까지 대한민국 영역에 남아 있었으나, 대한민국 국군과 경찰의 대대적인 토벌 작전이 성공하여 1950년 초부터는 세력이 크게 약화되어 있었다. 이들은 한국 전쟁 중 조선민주주의인민공화국의 점령 지역에서 그 체제에 흡수되었다.
이 시기 조선인민유격대 활동의 특징은 '아성공격'으로 불리는 대담한 공세이다. 유격대는 아성공격 전략에 따라 대도시를 직접 목표로 삼아 경찰서와 관공서, 재판소를 습격하고 열차를 습격하였다. 이 과정에서 많은 인명 손실이 있었다. 이처럼 밖으로 드러나는 대규모 활동은 조선인민유격대의 존재감을 각인하는 한편 대한민국의 이승만 정부에게는 정치적 부담이 되었으나, 총력 투쟁으로 전력을 노출하여 토벌을 용이하게 만드는 결과도 낳았다. 아성공격에 대한 대한민국 정부의 적극적인 토벌에 따라 조선인민유격대는 1949년 '9월 공세'를 정점으로 한국 전쟁 전까지 차츰 무력화되는 과정에 있었다.
한국 전쟁 전부터 산에서 활동하던 파르티잔은 구빨치산이나 구빨치로, 그 이후의 파르티잔은 신빨치산이나 신빨치라고 불러 구분한다.

### 한국 전쟁

#### 전쟁 초기
1950년 6월 25일에 스탈린의 재가를 받은 김일성의 지시로 북한군의 대대적 전면 남침으로 발발한 한국 전쟁 개시 3일 만에 대한민국 수도인 서울이 북한군에게 점령당했다. 북한군 군사위원회 위원장인 김일성은 전쟁 발발 이튿날인 6월 26일 밤에 조선중앙방송을 통하여 '남반부 남녀 빨치산에게!'로 시작되는 메시지를 전달하여 조선인민유격대의 임무를 알렸다. 이에 따르면 조선인민유격대는 당 조직을 재건하여 인민 봉기를 일으킴으로써 조선인민군의 남진을 돕는 중대한 역할을 맡을 것으로 기대를 받았다.

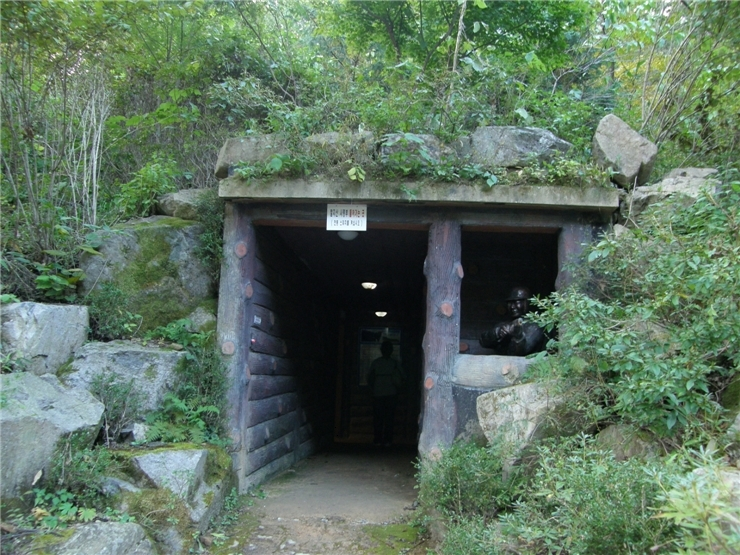
유격대 아지트 외부 모형

전쟁 개시 소식을 들은 각 지역의 유격대는 대한민국 국군과 교전을 벌이거나 동리를 일시적으로 점령하는 등 활동에 나섰다. 이 때문에 정부에 등록된 보도연맹원들의 후방 봉기와 군경 가족 학살을 우려한 국군과 경찰에 학살되는 결과를 낳았다. 조선인민유격대 창설 당시 제2병단을 이루었던 지리산의 이현상 부대를 포함하여 지리산 둘레와 전남 서해안, 경북 지역 등 여러 곳에서 활동하던 유격 부대가 동시다발적으로 조선인민군의 남진에 호응했다. 주요 활동은 지역당의 조직 복구에 참여하고 인민군과 협동하여 전투를 진행하며 군경 가족 및 우익 인사 숙청에 가담한 것으로 요약된다.
전쟁 초반에 대한민국 국군은 낙동강까지 밀렸으나, 낙동강 전선에서부터 시작된 반격이 빠른 속도로 진행되면서 퇴각로를 차단당한 조선인민군 패잔병과 우익인사 학살을 담당하던 지방 좌익들이 보복을 두려워하여 산속으로 들어가 자연스럽게 유격대를 형성하게 되었다. 9월 15일의 인천 상륙 작전을 계기로 지역 당은 비합법 조직인 지하당으로 개편되었고, 대한민국 영역에 남은 사람들에게는 지하당을 중심으로 유격대 활동을 펼치라는 임무가 주어졌다.
이 무렵 한국 전쟁 '제2 전선'에 참전한 유격대의 규모는 약 8만 명으로 추산된다. 그러나 일부는 조선민주주의인민공화국으로 귀환하고 일부는 소탕되어 대한민국 국군이 압록강에 도달한 10월 말 경에는 약 2만 5천 명이 남았다. 이 가운데 1만 5천 명은 전남 지역에 있었다. 인천 상륙 작전 이후 조선인민유격대의 활동은 지리산의 이현상 부대를 확장한 남부군의 결성과 활동이 주를 이루고, 각 지역 도당을 중심으로 전개된 산발적 유격전이 추가되는 형태였다.

#### 지역별 유격대

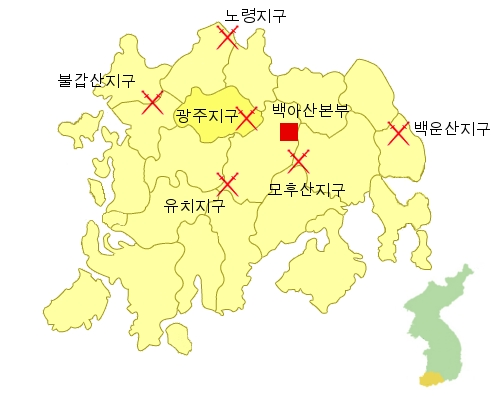
전남총사령부 본부와 6개 지구 위치

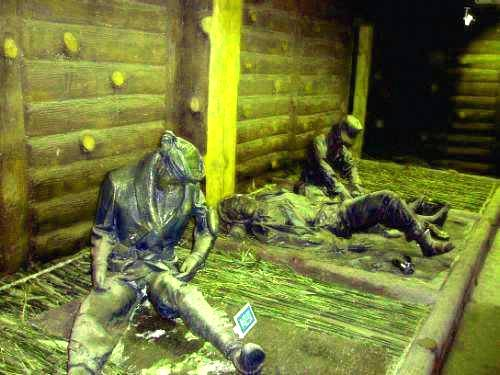
회문산 전북도당 사령부 모형

- 전라남도

조선민주주의인민공화국은 1950년 10월 5일에 조선인민유격대 전남총사령부를 발족시켜 전남 지역 유격대원을 총괄 지휘하도록 하였다. 전남 화순군의 백아산 기슭에서 구성된 전남총사령부의 책임자는 조선로동당 전남도당 위원장 박영발이었으며, 총사령관에는 도당 부위원장 김선우가 임명되었다.
전남총사령부는 무등산, 노령, 화학산, 불갑산, 모후산, 백운산에 각각 본부를 두는 6개 지구로 나뉘었다. 주요 활동은 군경의 보급로 차단, 경찰서와 지서 습격, 통신망 절단, 교통망 공격, 우익 인사에 대한 살인 및 방화 공격 등이었다. 특히 전남 지역에는 인공 체제를 모방한 통치 기구가 구성된 곳이 많아 민간인과의 연계가 수월했다. 학력과 경력이 다양한 유격대원을 대상으로 한 정치 학습도 병행했다.
- 경상남도

경남 지역에도 조선인민유격대 조직이 1950년 9월 28일 함양군 휴천면에서 결성되었다. 한국 전쟁 전의 구빨치산이 남도부의 지도로 밀양군, 동래군 등 낙동강 동부 지역에서도 활발히 활동했던 데 반하여, 전쟁 이후에는 낙동강 서쪽의 진주군, 산청군, 함양군이 주요 근거지가 되었다. 그러나 경남 조직은 1952년 1월의 지리산 대성골 전투에서 전멸하여 생존자의 증언이 거의 남아 있지 않다. 이 때문에 호남 조직과 비교하면 연구가 미진하여 활동 내용이 자세히 복원되지 못했다.
- 기타 지역

한국 전쟁 개시와 함께 남도부 부대가 내려와 있던 경상북도에서는 조선로동당 경북도당 위원장 박종근이 조선인민유격대를 구성해 태백산과 일월산을 무대로 활동했다. 박종근은 1952년 2월에 태백산에서 토벌대의 포위 속에 자살했다. 박종근의 사망으로 경북도당 중심의 태백산 유격대가 붕괴하면서 조선인민유격대는 지리산을 중심으로 명맥을 유지하게 되었다.
전라북도 지역에서는 조선로동당 전북도당 위원장 방준표가 사령관이 되어 회문산에 본부를 두고 조선인민유격대를 구성했다. 방준표 역시 1954년 1월 덕유산에서 생포 직전 자결하여 조직이 와해되었다. 충청남도 지역에서는 충남도당 위원장 박우현이 남충렬이라는 가명으로 사령관을 맡아 조선인민유격대를 이끌었다. 충남유격대는 초기에는 대둔산에 사령부를 두었다가 1950년 12월 산을 넘어 전라북도 완주군 지역으로 이동했다.

#### 남부군

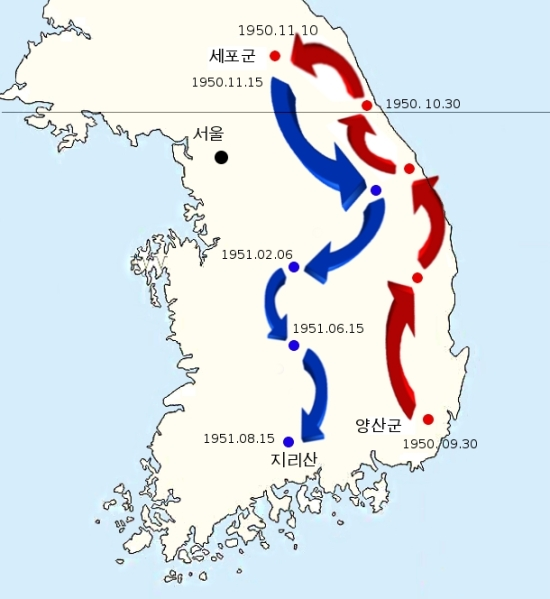
남부군 결성 전후 이현상 부대의 이동 경로

한국 전쟁 전부터 이현상이 지리산에서 지휘하던 부대는 여순반란 사건 관련자가 많이 참여하여 상대적으로 최신 장비와 전투 기술을 갖추고 있었다. 인천 상륙 작전 이후 강원도로 후퇴하던 이현상은 중공군 참전 이후 강원도에서 리승엽과 대면하여 확대된 권한을 부여받았다. 이후 대열을 정비하고 조선인민유격대 독립4지대라는 새 이름으로 남하를 시작했다. 남하 과정에서 기존 대원 외에 현지에서 합류자를 받아 부대가 확장되면서, 독립4지대 산하에 승리사단, 혁명지대, 인민여단, 사령부 직속 부대를 구성할 수 있는 규모가 되었다.
독립4지대는 11월 15일에 강원도 세포군을 출발하여 남하한 뒤 약 9개월에 후에 지리산에 도착했고, 12월부터는 남조선인민유격대 또는 남부군이라는 명칭을 사용했다. 소백산맥을 따라 내려오는 과정에서 충청북도 보은군의 갈평이라는 산골 마을에 머물다가, 1951년 5월 26일 새벽에 청주시를 공격하여 좌익 죄수들을 탈옥시키며 위세를 떨치기도 했다. 한국 전쟁 중 조선인민유격대가 일시적으로나마 단독으로 도청 소재지를 점거한 것은 남부군의 충청북도 청주 점령이 유일했다.
남부군은 청주 습격 후 두 갈래로 분산되었다가 기백산에서 합류한 뒤 덕유산에 숨어들었다. 1951년 7월 덕유산에서는 전남북, 경남북, 충남북의 6개 도당 수뇌부 회의가 열렸다. 여기에서 대한민국 영역의 조선인민유격대를 전남과 경북도당만 제외하고 일원적으로 편성해 지리산을 거점으로 한 남부군 산하에 둔다는 중요한 결정이 내려졌다. 로명선이라는 가명으로 남부군 사령관에 취임한 이현상은 주력 부대를 이끌고 지리산으로 들어갔다.
통합된 조선인민유격대는 사단제로 재편되어 충남은 68사단, 전북 북부는 45사단, 전북 남부는 46사단과 53사단, 경남은 57사단, 남부군은 81사단, 92사단, 602사단으로 편제되었다. 각 사단은 《승리의 길》이라는 제호로 등사판 진중신문을 발행하기도 했다. 남부군의 사단 편제는 청주 점령의 예에서와 같은 대규모 정면 공격을 결행해 유격대의 활동을 정규전과 유사한 수준으로 끌어올리기 위한 전략이었으나, 김일성의 지원 기피로 장기적으로는 역량의 약화를 가져오게 되었다.

### 한국 전쟁 휴전 후
1953년 7월 27일에 6.25 전쟁 휴전 협정이 체결되었다. 당시 조선인민유격대는 1951년 8월의 〈미해방지구에 있어서의 우리 당사업과 조직에 관하여〉라는 조선로동당 정치위원회 94호 결정서와 1952년 2월의 〈미해방지구에 있어 우리 당사업을 더욱 강화할데 대하여〉라는 111호 결정서에 따라 미해방지구로 정의된 대한민국 영역에서 활동을 계속하고 있었다.

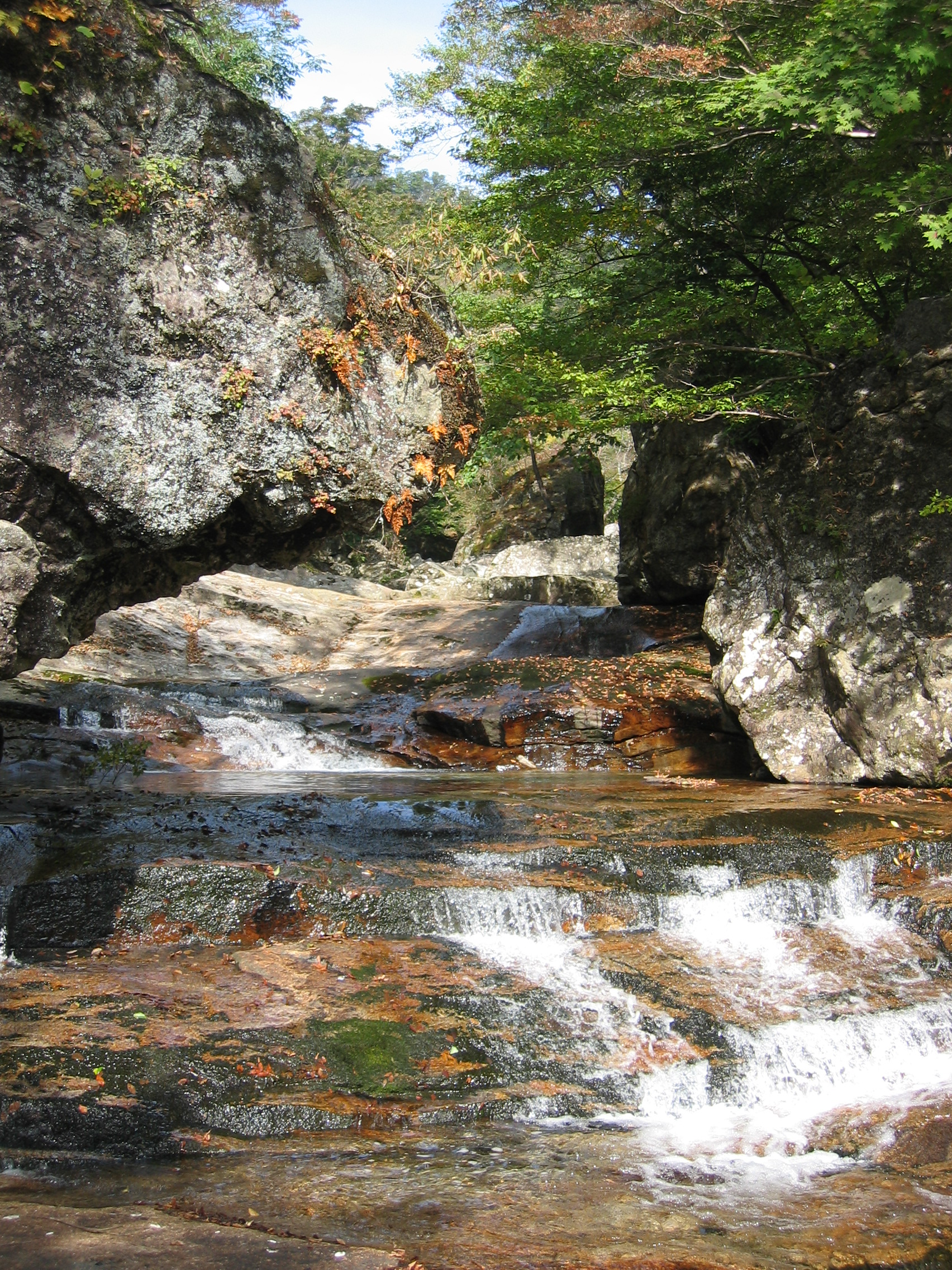
지리산 계곡

그러나 토벌대의 공세에 맞설 만한 물리력을 확보하지 못하였고 양민학살 작전으로 민심이 돌아서버린 상황으로 인하여 토벌을 피하고 따돌리는 수준에서 생존을 유지하며 지원을 기다리는 중이었다. 이 시점에서 유격대가 활동 중이던 지역은 지리산 외에 전북도당 산하의 회문산과 운장산, 백운산, 덕유산 지구, 충남북 제3지구당의 속리산 지구, 낙동강 동쪽 경남북 제4지구당의 신불산 지구 등이 있었다.
이런 상황에서 조선인민유격대의 지위에 대한 언급 없이 휴전 협정이 체결된 것은 김일성이 조선인민유격대를 버린 상황이되어 악화일로의 전세를 되돌릴 수 있는 추진력을 상실하게 하였다. 특히 협정 체결 1주일 만인 8월 3일에는 평양에서 김일성의 반대파 숙청 작업의 하나로 그 동안 구금하였던 박헌영을 정식 구속하고 곧이어 리승엽과 배철을 비롯하여 조선인민유격대 지도부를 구성했던 남로당계 간부들에 대한 재판 결과를 발표하였다. 이들은 미국의 지시를 받고 간첩으로 침투하여 정부 전복 음모를 꾸몄다는 혐의로 유죄 판결을 받고 처형되었다.
조선인민유격대는 이 상황에서도 김일성에게 버림 받은 것을 모르고 박헌영 리승엽 숙청 사건의 결과에 따라 조직을 전면 개편했다. 1953년 8월 26일에 조선인민유격대 최후의 사령부 역할을 한 제5지구당이 지리산 빗점골에서 회의를 열고 결정서 9호를 채택했다. 결정서의 내용은 박헌영과 리승엽 숙청을 지지하면서 경남 유격대 전멸을 불러온 전술 측면의 오류를 지적한 것이었다. 9월 5일에는 결정서 10호를 채택해 스스로 해체하고 이현상은 평당원으로 강등되었다.
제5지구당 조직의 해체에 이은 조선인민유격대의 실질적인 총지휘자 이현상의 사망으로 말미암아 지리산에 남은 유격대원들은 전의를 상당 부분 상실하게 되었고, 외부적으로는 대대적인 토벌 작전이 계속되어 어려운 상황에 놓였다. 생존한 간부와 대원들이 소규모 활동을 지속했으나 조직적인 차원의 유격전은 불가능해졌다.

## 조직과 구성
조선인민유격대의 조직과 구성은 전면전이라는 극단적인 상황 속에서 짧은 시간 동안 많은 변화가 있었기 때문에 일괄적으로 파악하기는 어렵다. 따라서 시기별로 나누어 분석되고 있다.

### 인원
조선인민유격대에 참여한 인원은 최소한 수 만 명으로 추산되나 전해지는 자료에 모순이 있어 좀 더 연구가 필요한 분야이다. 예를 들어, 같은 대한민국 국방부의 자료라도 산에 남아 있는 토벌 대상 조선인민유격대원의 규모를 추산할 때와 이들을 사살한 뒤에 전공을 발표할 때 자릿수가 달라질 만큼 큰 차이가 있다. 위의 표는 국방부의 토벌 대상 추산 내역을 근거로 재구성한 조선인민유격대 참가 인원의 변동 추이이다.
1963년 11월 12일에 마지막으로 남은 2사람 중 남성은 사살, 여성은 생포되어 조선인민유격대 잔존 세력은 공식적으로 사라졌다.
안성기와 이미연이 주연했던 영화 《흑수선》은 소설 《최후의 증인》을 바탕으로 하고 있는데 아마도 마지막으로 사살된 빨치산 남성과 생포된 여성을 주인공으로 놓고 있는 듯하다.

### 성분 구성
생존자의 증언으로는 지도부 일부의 출신만 파악이 가능할 뿐, 일반 대원의 성분까지 체계적으로 추적하는 것은 불가능하다. 다만, 경상남도와 인천의 지역당 산하 인민유격대와 여수·순천 사건의 김지회가 지휘한 부대를 통해 어떤 계층과 계급의 사람들이 입산하였는지를 분석하여 일부 복원한 결과는 나와 있다.

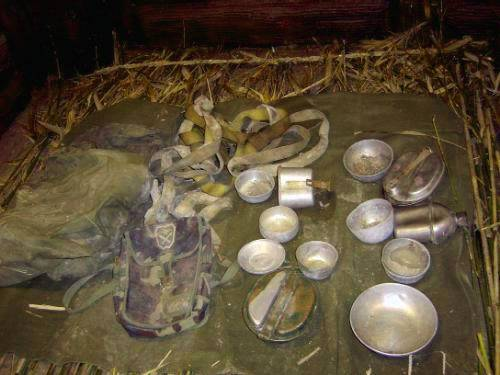
유격대원이 사용하던 물건

- 성별 및 연령과 학력

전체 유격대원 중 여성의 비율은 3~11% 사이였다. 이 자료는 비전투대원을 제외하고 조사한 것이므로 여성 대원의 숫자는 적지 않은 편이다. 연령은 20대가 절반 이상으로 가장 많으며 다음이 30대였다. 김지회 부대에는 10대 유격대원도 15% 포함되어 있었다. 학력별로는 문맹은 거의 없었고, 소학교 졸업자가 가장 많았다. 전문대학 이상을 졸업한 사람은 극히 드물었다. 김지회 부대는 중학교 졸업 이상의 고학력자가 20% 이상을 차지했다.
- 출신 성분

조선인민유격대는 빈농 가문 출신이 절대 다수를 이루었다. 조사가 이루어진 세 부대 모두 80%에 이르는 유격대원이 빈농 가문에서 태어났다. 노동자 가문 출신이 두 번째로 높은 비율이었다. 중농이나 부농 가문은 거의 찾아보기 어려웠다. 가계가 아닌 유격대원 본인의 출신 성분 역시 빈농과 노동자가 주축이었다. 그러나 인천시당 산하에 구성된 유격대는 공업이 발달한 지역적 특성 때문에 노동자 비율이 높아 노동자 출신이 빈농 출신을 압도했다. 김지회 부대는 학생 출신이 약 26%를 차지했다.
이러한 분석은 조선인민유격대가 전직 빈농 또는 노동자로 무산 계급 출신이면서 상대적으로 학력은 높은 20대와 30대 남자를 중심으로 조직되었다는 결론을 맺게 한다. 이는 한국 전쟁 회고에 흔히 등장하는 '인민위원회는 마을에서 지식이 있는 사람들이 많이 맡았으며, 내무서에 행동대원으로 동원된 사람들은 대부분 빈농 출신이었다.' 라거나 '글을 많이 배운 사람들 거의가 공산주의자였다.'라는 증언과 일치한다.

### 조직

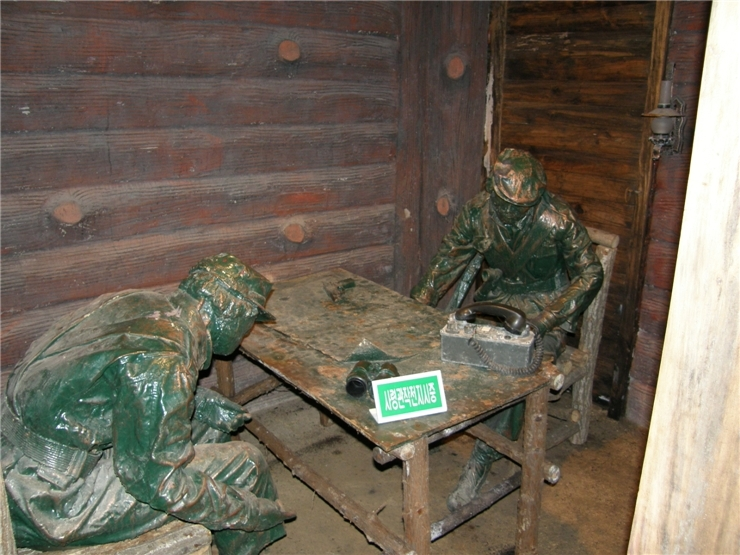
유격대 사령부의 작전 지시 모형

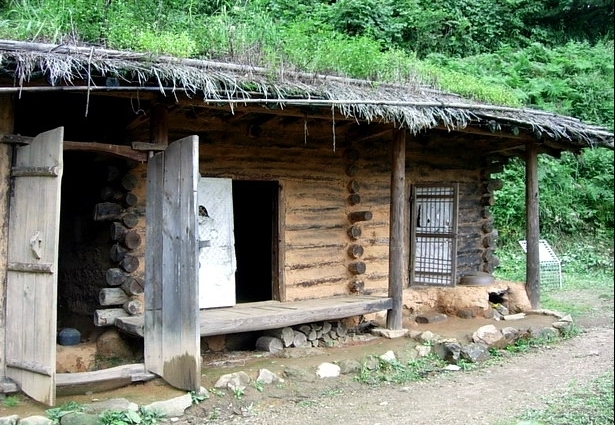
유격대 아지트였던 민가 모형

- 창설 조직 (1949년 7월 ~ 1950년 6월)

초기 조직은 주로 오대산 부근에서 태백산맥 줄기를 따라 남하한 유격대원이 지방당에 합류하면서 생성되었고, 총사령관은 리승엽이 맡았다. 1949년 창설 당시의 조선인민유격대는 오대산의 제1병단과 지리산 일대의 제2병단, 일명 동해여단으로 불리던 태백산과 경북 동해안의 제3병단으로 구성되었다. 이 가운데 이현상이 이끄는 제2병단은 4개 연대로 조직되었다. 제2병단에 속하는 제6, 7, 8, 9연대는 각각 지리산, 백운산, 조계산, 덕유산에 근거지를 두었다. 3개 병단 체제는 1949년 말부터 1950년 초까지 토벌대의 공격으로 큰 타격을 입어 거의 무력화되었다.
- 한국 전쟁과 도당 조직 (1950년 6월 ~ 1950년 9월)

전투력이 크게 약화된 상태였던 조선인민유격대 조직은 전쟁 개시 직후부터 인민군 점령 지대에서 조선로동당과 인민위원회 조직을 재건하는 데 합류하였다. 1950년 9월 인천 상륙 작전으로 퇴로가 차단된 뒤 전남북과 경남북의 남부 4개 도당은 유격대를 편성하여 입산하였다. 전남도당은 백아산에서, 전북도당은 회문산에서, 경남도당은 지리산 인근 함양군에서, 경북도당은 박종근과 남도부가 각각 경북 산악 지역과 동해안 지역에서 유격대를 편성했다. 이때의 조선인민유격대 조직은 도당 조직을 그대로 산으로 옮겨놓은 것이었다. 급박한 전쟁 상황 때문에 지역마다 활동 양상은 크게 차이를 보였다.
- 조선인민유격대 남부군 (1950년 9월 ~ 1951년 12월)

남부군은 한국 전쟁 전부터 활동하던 3개 병단 가운데 이현상이 이끌던 제2병단의 후신이다. 지방의 당 조직이 속속 입산하여 유격대로 편제를 바꾸는 동안 이현상은 제2병단 잔존 세력을 이끌고 북상하며 후퇴 중이었다. 이들이 1950년 11월에 강원도 북부 지역에 도달할 무렵 중국인민지원군의 참전으로 전세가 뒤바뀌어 조선인민유격대 독립4지대라는 새로운 명칭으로 개편되었다. 약 800명 규모의 독립4지대는 이때부터 다시 남하한 뒤 남부군이라는 이름으로 전남과 경북도당을 제외한 나머지 지방당을 규합하여 지리산에 새 거점을 설치했다. 남부군은 도당 군사부를 사단 체제로 개편하고 전투태세를 정비했다.
- 8개 지대 재편성 명령 (1951년 1월)

1951년 1월에 대한민국 영역에 갇혀 있는 조선인민유격대를 도당 체계 대신 군사적 편제만을 갖춘 8개 지대의 유격대로 재편성할 것을 지시하는 결정이 내려졌다. 1지대는 리승엽의 직계 부대로 김응빈이 사령관을 맡아 서울과 경기도 출신이 중심이 되었고, 경북도당은 3지대, 남부군은 4지대, 충남도당이 6지대, 전북도당이 7지대, 경남도당이 8지대로 편입되었다. 그러나 이 명령은 이미 효력을 상실한 1951년 10월에야 지리산에 도착하여 대한민국 남부 지역에서는 경북도당만이 적시에 명령에 따라 재조직되었다.
- 지구당 체제 전환 명령과 부대 개편 (1951년 8월 ~ 1952년 5월)

한국 전쟁이 소강상태에 접어든 1951년 8월에 조선로동당 중앙정치위원회는 각 지역의 유격대는 군사 조직 대신 지구당 체제로 전환하여 당사업을 조직하라는 94호 결정서를 채택했다. 이에 따르면 낙동강 서쪽의 경남, 전남북 지역은 제5지구당에 속하도록 되어 있었으며, 실질적으로 조선인민유격대는 이 지역에서만 살아남은 상태였다. 그러나 결정서가 지리산까지 내려오는 데는 시간이 걸렸고, 그 사이 지리산의 조선인민유격대는 토벌대의 집중 공격으로 큰 손실을 입고 있었다. 남부군은 1951년 11월부터 독립4지대로 격하되었다. 사단 체제를 유지할 수 있는 인원을 확보하지 못해 사망한 지휘관의 이름을 딴 김지회 부대(옛 81사단)와 박종하 부대(옛 92사단)의 양대 부대 체제로 축소 운영되었다.
- 제5지구당 체제 (1952년 5월 ~ 1953년 9월)

94호 결정서는 뒤늦게 전달되어 1952년 5월에 결정서의 지시대로 지리산에서 제5지구당이 결성되었다. 위원장 이현상, 부위원장 박영발을 선출하고 전북도당 위원장 박영발, 전남도당 부위원장 김선우, 경남도당 부위원장 김삼홍, 전북도당 부위원장 조병하가 조직위원회를 구성했다. 이들 7인은 조선인민유격대 최후의 지도부였다. 제5지구당 체제는 1953년 9월 박헌영 리승엽 간첩 사건에 따라 반역자들의 영향과 잔재를 철저히 말살하기 위해 지구당을 해체한다는 결정이 내려질 때까지 계속되었다.

## 해체

### 해체 과정

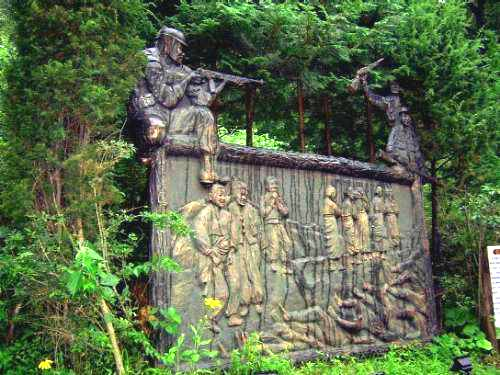
토벌대의 전투를 묘사한 부조

대한민국 내 조선인민유격대들은 북한이나 대한민국이나 어느곳에서도 정규군으로 인정받지 못했다. 김일성은 반대파 숙청 작업을 6.25 전쟁 중에도 계속하고 있었기에 새로운 반대파들의 입북을 원하지 않아 휴전협상이 종료될 때까지, 북한은 대한민국 내에서 게릴라 활동하는 공산 유격대를 '군인으로 인정해 북송해달라.'는 말은 일절 한마디도 꺼내지 않았다.
오히려 대한민국 측이 조선인민유격대를 귀찮게 생각해 데려가라고 제안해도 북한 측은 일절 응대 하지 않았다. 대신 인민유격대원들에게 '하산해 도시로 들어가 지하활동을 계속하라.'는 무전 지시만을 보내왔다. 유격대원들은 하나같이 거지꼴이어서 하산이 어려운데다가 경찰이 잔존 대원들의 신상을 파악하고 있어 무사히 산을 벗어난다 해도 갈 곳이 없었다. 즉, 산을 내려가라는 지시는 인맥이 넓은 일부 간부들 이외에 유격대원들에게는 '하루빨리 죽으라'는 소리와 다름없었다.

1953년 9월 23일자 동아일보 신문에 이현상의 죽음을 보도한 기사.

1953년 1월 박영발의 죽음에 이어 1953년 9월 제5지구당 해체와 이현상 사망, 1954년 1월 방준표의 자살로 지도부를 거의 잃고 사실상 해체 상태에 있었다. 1954년 4월 5일에 전남총사령부 사령관 김선우가 백운산에서 사망하여 전남총사령부가 붕괴한 시점에서는 공식 해체에 가깝게 되었다.
이 무렵 지리산을 중심으로 한 유격대원은 대부분 소탕되어 잔존 세력은 남은 공비라는 의미로 ‘잔비’(殘匪)로 불렸고, 1955년 4월 1일부터는 지리산에 대한 입산 통제 조치도 해제되었다. 민간인이 지리산에 출입할 수 있게 되었을 때 대한민국 영역에 남아 있던 유격대원의 수는 59명으로 파악되었으며, 1956년 12월 31일에는 43명으로 줄어들었다.
1963년 11월 12일에 경상남도 산청군의 지리산 기슭에서 "최후의 빨치산" 이홍이가 사살되고 정순덕은 생포되면서 빨치산은 완전히 소멸했다. 이후 반년이 지난 1964년 5월 중순에 산청군 생초면 고읍의 용수로 둑에서 안원도, 강우형이라는 이름의 두 망실공비가 총에 맞은 변사체로 발견되었는데 이들의 시체 주변에는 38식 소총 두 자루와 빈 술단지가 있었다. 이들 변사체는 상당히 부패해 있었는데 사망 시각은 세달전인 1964년 2월경으로 추정되었고, 이들은 도피와 방황 끝에 삶의 희망을 잃고 술김에 자살한 것으로 추정되었다. 따라서 정순덕과 이홍이는 "최후의 빨치산"은 아니었으며, 이로써 조선인민유격대는 역사속으로 완전히 사라졌다.

### 해체 요인

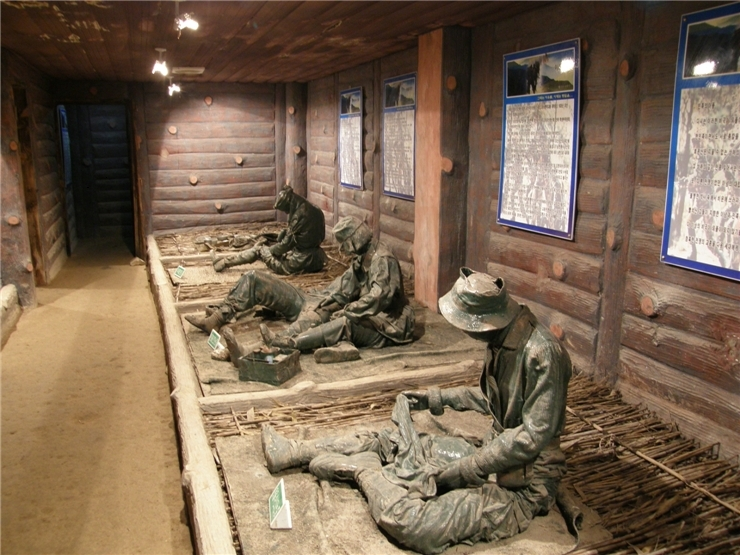
유격대 아지트 내부 모형

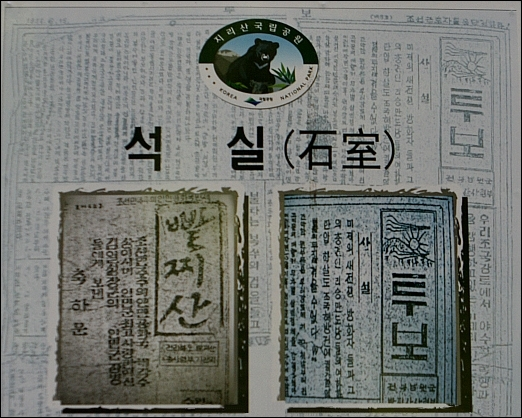
조선인민유격대의 간행물

조선인민유격대의 해체 요인으로는 다음 7개 항이 꼽힌다.
1. 대한민국의 토벌 의지
1953년 휴전 협정 체결과 함께 정전 체제가 굳어지면서 공산주의와 공생할 수 없었던 대한민국 정부는 후방을 교란하는 불안 요소인 조선인민유격대 섬멸을 지상 과제로 삼아 적극적인 토벌 작전을 펼쳤다. 이러한 상황에서 고립된 좁은 공간에 갇혀 있던 유격대의 궤멸은 필연적이었다. 조선인민유격대의 간행물
2. 미국의 토벌 지원
미국은 조선인민유격대 섬멸을 위해 현대식 무기와 장비를 지원했다. 이는 미국의 공산권 봉쇄 정책과 맞물리는 것으로, 미국 제8군 사령관 제임스 밴 플리트가 조선인민유격대 토벌에 미군 병력을 투입하고 직접 작전을 지휘했다는 점에서도 그 적극성을 유추할 수 있다.[31]
3. 전염병 피해
1951년 봄부터 조선인민유격대에 '재귀열병'이라는 유행병이 돌면서 전투력이 급격히 약화되었다. '재귀열병과의 투쟁은 조국을 위한 투쟁이다.'라는 구호가 나왔을 만큼 유격대에게는 큰 시련이었다. 말라리아와 유사한 증상을 일으키는 이 병의 창궐에 대해서는 미국의 생물학 무기 실험 결과였다는 주장[32][33] 이 있으나, 대한민국 국군과 미군 측은 이 같은 의혹을 전면 부인했다.[34]
4. 남조선로동당의 몰락
1951년 9월 이후 유격대와 조선로동당 간의 원활한 통신은 두절되었다. 중앙당에서 내려오는 지령은 통신 수단 미비로 늦어지기 일쑤였고, 인편을 통해 내려오던 중 이미 효력이 다하고 나서 전달되거나 회답을 소지하고 북상하던 연락원이 체포되는 일도 있었다. 이 때문에 업무 연락에 곤란을 겪던 중 1953년 3월부터 박헌영을 중심으로 한 남로당 계열이 대대적인 숙청 작업을 통해 제거되면서 결정적인 타격을 받게 되었다.
5. 전향자의 토벌대 보조
체포된 전직 유격대원 가운데 전향자를 중심으로 한 일명 보아라부대가 편성되어 대한민국 군경 토벌대를 보조했다.[35] 이들은 아지트의 위치와 이동 경로 등 유격대의 행동반경을 꿰뚫고 있어 큰 위협이 되었다.
6. 보급로 단절
조선인민유격대는 김일성으로부터 지원을 외면 받았기에 자체적인 보급으로 연명해야 했다. 초기에는 보복을 두려워하는 주민들로부터 보급을 지원받았으나, 단속 강화로 차츰 식량을 훔쳐오거나 강제로 탈취하는 일이 생겨났다. 비인간적인 학살작전으로 민심이 돌아서버려 주민들과의 공감대가 점차 줄어들고 보급품 조달은 점점 더 어려워졌다.
7. 불리한 자연조건
험준한 산과 깊은 계곡이 있는 지리산도 늦가을부터 초봄까지는 나뭇잎이 떨어져 토벌대의 눈을 피할 수 있는 은신처를 마련하기가 쉽지 않았다. 혹한기의 추위와 싸워야 하는데다 눈까지 쌓이면 발자국 때문에 이동 자취가 그대로 드러나기도 했다. 대한민국 군경 측은 이 같은 약점을 공략하고자 겨울철을 토벌의 최적기로 삼아 몰아붙였다.[36] 조선인민유격대는 1951년 겨울부터 1952년 봄까지 수도사단과 8사단 중심의 1차 공격으로 커다란 피해를 입었고, 1953년 겨울부터 1954년 봄까지 5사단이 주도한 2차 공격으로 거의 전멸하게 되었다.[37]

## 주요 인물 및 장소

### 인물

#### 조선인민유격대 측
- 이현상

이현상은 1905년에 충청남도 금산군에서 태어났다. 학생 운동을 시작으로 1930년대 노동 운동 부문에서 뛰어난 지도력을 보여주었으며, 일제 강점기 동안 총 네 차례 수감되었으나 전향하지 않고 경성콤그룹 조직을 보존했다. 광복 후 남조선로동당 결성에 핵심 역할을 하였고, 강동정치학원에서 특수 교육을 받은 뒤 남하하여 지리산에서 유격대를 이끌었다. 여러 지역에 편성되었던 조선인민유격대가 한국 전쟁 후 지리산을 중심으로 재편되면서 본래 이현상 부대를 가리키는 남부군이 조선인민유격대 전체를 가리키는 말로 사용될 정도로 빨치산을 대표하는 전설적인 인물이 되었다. 1953년 9월에 지리산 빗점골에서 사살된 시체로 발견되었다.
- 김선우

전남 보성군 출생인 김선우는 일제 강점기 공무원으로 일제에 부역하다가 노동운동에 뛰어들었다. 직책상 조선로동당 전남도당 위원장과 부위원장을 오갔으나 군사 조직에서는 전남 지역 유격대 사령관으로서 유격전을 전담하였다. 이는 전남도당 위원장인 박영발이 과거에 일제 경찰에게 체포되었을 때 고문을 받아 다리를 절었기 때문이다. 박영발의 건강이 좋지 않은데다 움직임이 민첩하지 못한 신체적인 한계 때문에 군사 작전을 김선우가 주로 맡게 되었다. 김선우는 구빨치 출신으로서 풍부한 유격전 경험을 갖추고 있었다. 이현상과 박영발의 연이은 죽음 이후 조선인민유격대의 마지막 잔존 세력을 이끌던 중, 백운산 아지트에서 토벌대의 포위 공격을 받고 전사했다. 김선우가 사망한 1954년 4월 5일을 조선인민유격대가 붕괴한 날로 보기도 할 만큼 비중 있는 인물이다.
- 김달삼

제주 출신인 김달삼은 일제 강점기부터 사회주의 운동가로 유명했던 강문석의 사위로, 제주도에서 교사로 재직한 지식인이었다. 남조선로동당 제주도당 책임자이자 군사부 책임자가 되어, 1948년 대한민국 제헌 국회 총선으로 단독 정부가 수립되는 것을 반대하며 봉기한 제주 4·3 사건을 총지휘했다. 태백산에서 유격대를 이끌다가 한국 전쟁 발발 전에 사살되었다고 알려졌다.
- 남도부

남도부의 본명은 하준수이며, 1921년에 경남 함양군의 천석꾼 집안에서 태어났다. 일본 주오 대학에 재학 중 태평양 전쟁 학병 징집을 거부하며 지리산에 은거며 보광당을 결성하였으며 해방후 여운형의 건국준비 위원회에 가담하였다. 보광당은 조선인민유격대로 이어졌고 남도부는 이현상과 쌍벽을 이룬 빨치산 지도자가 되었다. 1954년 대구에서 체포되어 이듬해 총살되었다. 이병주의 대하소설 《지리산》의 주인공이다.
- 김지회·조경순 부부

김지회는 여수·순천 사건 당시 대한민국 육군 중위로서 반란을 주도했다가 지리산으로 들어가 김지회 부대로 불리는 유격 부대를 이끌었다. 제1공화국 정부 수립 2개월 만에 발생한 이 사건은 전남 동부 지역을 순식간에 장악하여 대한민국 정부를 당황하게 했고, 주변 지형에 익숙한 향토 게릴라가 정규군을 괴롭히는 전형적인 국면으로 들어섰다. 김지회는 홍순석과 함께 지리산을 중심으로 유격전을 지휘하던 중, 1949년 4월 뱀사골 전투 후 사살된 시신으로 발견되었다. 간호사 출신인 김지회의 부인 조경순은 여성 유격대원으로 활동하다가 체포되어 전향을 거부함으로써 그해 9월 사형에 처해졌다.
- 정순덕

“마지막 빨치산”으로 알려진 정순덕은 1933년 경남 산청군에서 태어났다. 만 17세이던 1951년 2월에 조선인민유격대 대원인 남편을 찾기 위해 지리산에 들어간 것을 계기로 빨치산으로 활동하게 되었다. 1963년 11월에 지리산 내원골에서 다리에 관통상을 입고 생포 되었고, 한쪽 다리를 절단하고 수감되어 1985년 풀려날 때까지 약 23년간 장기수로 옥살이를 했다.
- 리인모

1917년 함경북도 풍산군에서 태어난 리인모는 조선인민군 종군기자로 한국 전쟁에 참전했다. 전쟁 중 낙오하여 지리산에서 조선인민유격대에 합류하면서 신빨치가 되었다가 1952년 체포되었다. 이후 총 34년 동안 복역하면서 전향하지 않고 비전향 장기수로 남았다. 리인모는 인민군 출신이며 전쟁 중 붙잡혔다는 점 때문에 전쟁 포로로 대우하여 북송할 것을 요구하는 목소리가 높았다. 1993년 김영삼 정부가 장기 방북 형식을 빌려 송환했다. 조선민주주의인민공화국은 리인모를 “신념과 의지의 화신”이며 살아남아 끝까지 투쟁한 유격대원의 모범으로 높이 칭송하고 있다.

#### 대한민국 군경 토벌대 측
- 백선엽

백선엽은 1920년에 평안남도에서 태어나 만주국 간도특설대 소속 장교로 만주지역 항일무장세력 토벌에 종사했다. 태평양 전쟁 종전 후 미군정 하의 대한민국으로 월남하여 육군 장교로 다시 임관하였다. 육군본부 정보국장으로 재직하던 중 여·순 반란 사건을 맞아 반란군과의 전투 및 숙군 작업을 지휘하게 되었다. 한국 전쟁 때는 1사단을 이끌었고, 1951년에 백야전사령부를 구성하여 ‘쥐잡이 작전’으로 불리는 무장공비 토벌 전투를 성공적으로 수행함으로써 지리산의 유격대를 와해시켰다. 조선인민유격대와는 대척점에 있던 토벌대 측의 시각을 담은 회고록을 남겼다.
- 차일혁

차일혁은 1920년생으로 전북 김제군 금산면 성계리에서 태어나 중국으로 건너가 중앙군관학교 황포분교 정치과를 졸업한 뒤 항일전을 위해 1938년부터 1943년까지 조선의용대에 들어가 팔로군과 함께 항일유격전 활동을 펼쳤다. 6.25동란시 대한민국 경찰에 특채되어 무장공비 토벌을 위한 경찰 부대를 지휘하는 경찰 간부가 되었다. 전투경찰대 제2연대장으로 토벌대를 이끌었다. 갈 곳 없는 이현상의 시신을 화장해주고 화엄사 소각 명령을 거부하는 등 인간적인 면모를 보였다는 평가가 있다. 1958년 금강에서 사고사했으나, 아들인 불교 포교사 차길진이 1990년 차일혁의 수기를 엮어 출간하여 조선인민유격대의 행적을 복원하는 데 도움을 주었다.

### 장소

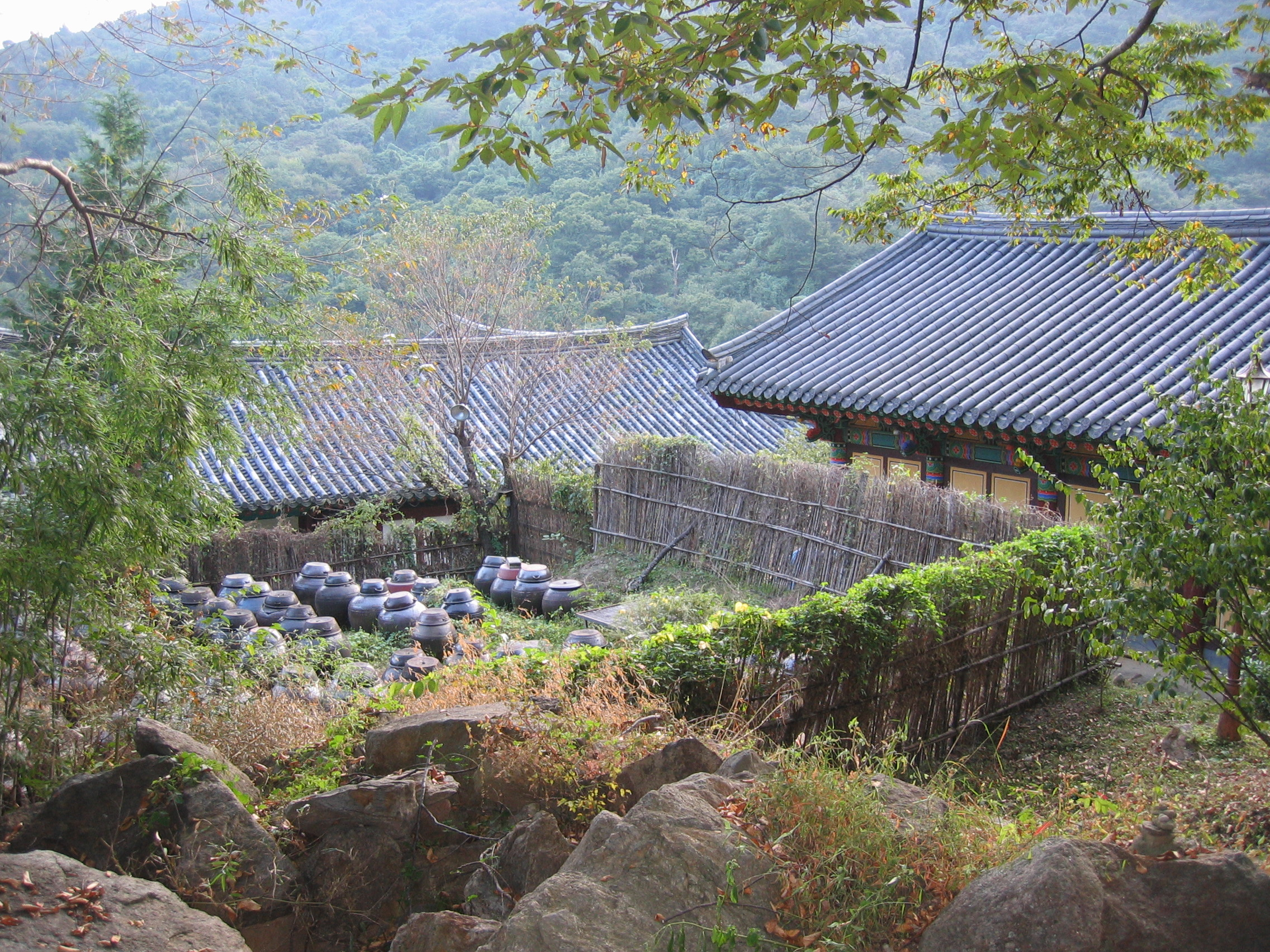
피아골 연곡사

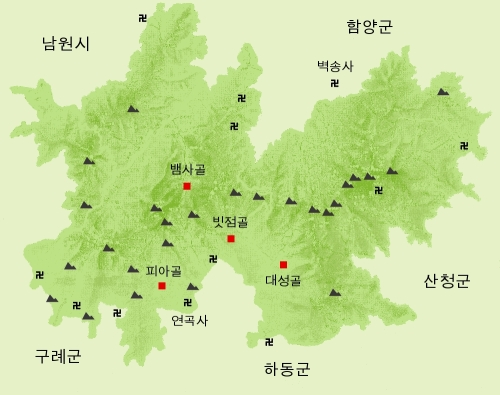
지리산의 주요 아지트 위치

법계사 아지트 알림판

- 피아골

전라남도 구례군에 있다. 지리산 8경으로 꼽힐 만큼 단풍이 아름다운 계곡이다. 피아골은 한국 전쟁 직후 조선인민유격대의 가장 큰 아지트로 토벌대와 유격대 사이에 치열한 전투가 끊임없이 벌어진 곳이었다. 피아골 인근에서는 민간인도 다수 학살되었다. 본래 피를 재배한 피밭골에서 피아골이라는 이름이 나왔으나, 현대사의 비극이 응축된 곳이라 이곳에서 살해된 사람들이 흘린 피로 골짜기가 붉게 물들여져 피아골로 불리게 되었다는 민간어원설이 등장하기도 했다.
- 뱀사골

지리산 북사면인 전라북도 남원시에 있는 계곡이다. 1949년 4월 여수·순천 사건의 주동자 김지회가 사살된 것을 시작으로 조선인민유격대와 토벌대 간의 격전지가 되었다. 조선로동당 전남도당 위원장 박영발의 아지트가 있었고, 토벌대의 포위 속에서 사망한 장소이다. 조선인민유격대를 다룬 영화 《남부군》 촬영지이며 전적기념관도 세워져 있다.
- 대성골

지리산 남부 능선의 서쪽 사면에 있는 깊고 큰 골짜기로 여러 물줄기가 모여드는 장소이다. 이곳에서 조선인민유격대 경상남도 조직이 1952년 1월에 전멸한 것을 비롯해 이현상이 사망한 빗점골도 가까이 있어 ‘빨치산 몰살지’이자 ‘피의 골짜기,’ ‘원한의 계곡’으로 알려져 있다. 2004년 조선인민유격대 출신의 인사들이 모여 ‘남녘 애국통일열사 추모제’라는 행사를 열었을 때 대성골에서 개최하는 등 상징적인 의미가 있다.
- 빗점골

지리산 남부 능선 벽소령과 토끼봉 사이에 있는 계곡이다. 지리산 중앙부에 있으며 행정 구역으로는 경남 하동군에 속한다. 이곳 너덜 지대에서 이현상이 시체로 발견되었다. 전세가 극히 불리해진 뒤에 이현상이 아지트로 사용한 곳인 만큼 본래 찾기 쉽지 않은 곳에 숨어 있는 깊은 계곡이었으나, 최근에는 빗점골까지 등산로가 설치되었다.
- 벽송사

목각 장승으로 유명한 경남 함얌군 마천면의 벽송사는 대한불교 조계종 사찰이며, 지리산 북쪽 지역을 대표하는 칠선계곡 인근에 있다. 한국 전쟁 중 조선인민유격대의 야전 병원으로 사용되었다가 토벌대와의 교전을 거치며 전소되었다. 현재는 조선 중종 때 지어진 원래의 벽송사 자리 아래쪽에 새로 건물이 세워져 있다.
- 법계사

경남 산청군의 법계사는 대한불교 조계종 사찰이며, 천왕봉에서 중산리로 내려가는 길에 있다. 법계사삼층석탑이 보물 473호로 지정되어 있다. 남로당 경남도당의 지휘본부가 있었다.

## 연표
| 시기       | 조선인민유격대                | 대한민국                      | 조선민주주의인민공화국              |
| ---------- | ----------------------------- | ----------------------------- | ----------------------------------- |
| 1946.10.01 |                               | 대구 10·1 사건 발생           |                                     |
| 1948.02.07 |                               | 2·7 사건 발생                 |                                     |
| 1948.04.03 |                               | 제주 4·3 사건 발생            |                                     |
| 1948.05.10 |                               | 대한민국 제헌 국회 총선 실시  |                                     |
| 1948.08.15 |                               | 대한민국 정부 수립            | 초대 최고인민회의 대의원 선거 실시  |
| 1948.09.09 |                               |                               | 조선민주주의인민공화국 정부 수립    |
| 1948.10.19 |                               | 여수·순천 사건 발생           |                                     |
| 1949.04.09 | 김지회 사망 (여순 반란군)     |                               |                                     |
| 1949.06.25 |                               |                               | 조국통일민주주의전선 결성           |
| 1949.06.30 |                               |                               | 조선로동당 출범                     |
| 1949.07.00 | 조선인민유격대 창설           |                               |                                     |
| 1949.09.28 |                               | 지리산지구 전투사령부 창설    |                                     |
| 1950.06.25 |                               | 한국 전쟁 발발                | 한국 전쟁 발발                      |
| 1950.06.28 |                               |                               | 서울 점령                           |
| 1950.09.28 | 경남총사령부 창설             | 서울 탈환                     |                                     |
| 1950.10.05 | 전남총사령부 창설             |                               |                                     |
| 1950.10.25 |                               |                               | 중국인민지원군 참전                 |
| 1950.11.10 | 독립4지대 개편 (남부군)       |                               |                                     |
| 1951.04.00 |                               |                               | 조선인민군 총사령부 유격지도처 설치 |
| 1951.05.26 | 청주 공격 (남부군)            |                               |                                     |
| 1951.07.00 | 6개 도당 회의 (남부군)        |                               |                                     |
| 1951.08.00 |                               |                               | 94호 결정서 채택                    |
| 1951.10.12 |                               | 보아라부대 창설               |                                     |
| 1951.11.26 |                               | 백야전사령부 설치             |                                     |
| 1951.12.01 |                               | 백야전사령부 쥐잡이 작전 개시 |                                     |
| 1952.02.00 | 박종근 사망 (경북도당 유격대) | 백야전사령부 쥐잡이 작전 완료 | 111호 결정서 채택                   |
| 1952.05.00 | 제5지구당 창설                |                               |                                     |
| 1952.08.05 |                               | 제2대 대통령 선거 실시        |                                     |
| 1953.01.00 | 박영발 사망 (전남도당 유격대) |                               |                                     |
| 1953.04.18 |                               | 서남지구 전투 경찰대 창설     |                                     |
| 1953.07.27 |                               | 한국 전쟁 휴전                | 한국 전쟁 휴전                      |
| 1953.08.07 |                               |                               | 박헌영 리승엽 간첩 사건 결과 발표   |
| 1953.09.05 | 제5지구당 해체                |                               |                                     |
| 1953.09.17 | 이현상 사망 (남부군)          |                               |                                     |
| 1954.01.00 | 방준표 사망 (전북도당 유격대) |                               |                                     |
| 1954.04.05 | 김선우 사망 (전남도당 유격대) |                               |                                     |
| 1955.04.01 |                               | 지리산 입산 금지 해제         |                                     |
| 1963.11.12 | 마지막 빨치산 정순덕 피체     | 빨치산 소탕 완료              |                                     |

## 평가 및 시각

### 대한민국
대한민국에서 조선인민유격대에 대한 언급은 6월 항쟁 이전까지는 금기시되어 왔다. 전투사 연구 차원의 전적 정리만이 예외였다. 조선인민유격대를 포악한 모습으로 그린 반공영화 《피아골》(1955)도 검열에서 곤란을 겪었을 정도였으며, 신동엽의 시 〈진달래 산천〉(1959년)에는 매우 암시적인 기법으로 등장한다. 이후 제3공화국과 제4공화국을 거치며 반공주의가 심화되어 다른 시각의 조명은 거의 불가능했다.
학술적으로는 1984년에 나온 김남식의 《남로당 연구》가 최초로 냉전적 시각에서 벗어난 조선인민유격대 관련 연구로 평가된다. 1987년에 6월 항쟁을 계기로 제6공화국이 수립되고 조정래의 《태백산맥》과 이태의 수기 《남부군》이 호응을 얻은 것을 계기로 생존자의 증언이 회고 형태로 공개되면서 다양한 관점의 기록이 나타나기 시작했다.

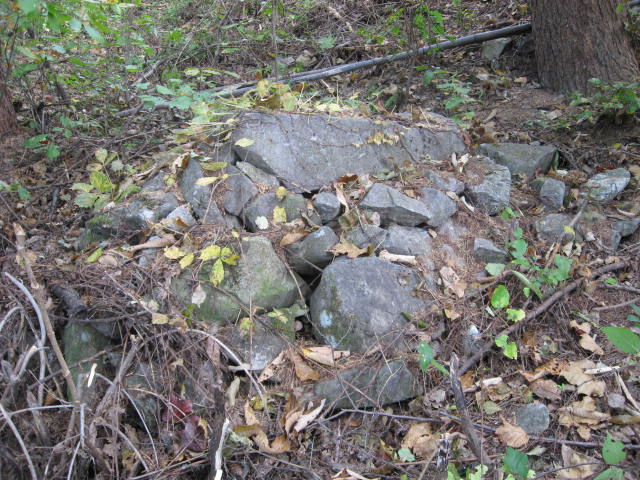
지리산의 무명 유격대원 돌무덤

냉전 체제 약화와 함께 등장한 온정적 시각은 조선인민유격대를 극좌 모험주의로 비판하거나 과거와 같이 멸절 대상인 국가의 적으로 보는 관점과 여전히 공존 중이다. 경상남도는 2001년 산청군에 지리산빨치산토벌전시관을 개관하여 조선인민유격대의 아지트를 복원하여 실물 자료와 모형을 전시 하였는데, 전시관 명칭에 들어가는 ‘빨치산,’ ‘공비,’ ‘토벌’ 등의 용어를 둘러싸고 39사단 등 군 당국이 불쾌감을 표시하는 등 설립 과정에서 논란을 빚은 바 있다. 이 사건은 대한민국 내에 조선인민유격대에 대한 여러 시각이 혼재되어 있음을 보여주었다.
때로는 다양한 견해가 충돌하기도 하여 2006년에 열린 이른바 ‘빨치산 추모제’ 행사에 전라북도 지역의 한 교사가 중학생들을 인솔해 참석한 것을 계기로 표출되었다. 이때《조선일보》가 연이어 비판 기사를 싣자, 반대파에서는 이를 색깔론, 마녀 사냥으로 반박하여 논쟁이 인 바 있다. 조선인민유격대원으로 활동했던 류낙진을 비롯해 비전향 장기수 6명을 안치한 파주시의 연화공원 묘역을 “자유 민주주의 체제를 유린”한다는 지적 끝에 2005년 파괴되어 유해가 이장된 사건도 비슷한 경우이다.

### 조선민주주의인민공화국
조선민주주의인민공화국은 표면적으로 조선인민유격대를 ‘인민공화국의 전사’로 부르며 후대하고 높이 평가해 왔다. 남부군을 이끈 이현상은 최초로 조선민주주의인민공화국의 애국렬사 칭호를 받았으며 조국통일상이 추서되었다.
그러나 조선인민유격대 지도부에 대해서는 1951년 8월 31일에 채택한 94호 결정서를 통해 “전쟁 이후의 빨치산 사업이 결정적 성과를 거두지 못한 것”을 질책한 이래 차가운 시각을 보이기도 했다. 이 같은 관점은 김일성의 반대파 숙청 작업의 하나로 조선인민유격대의 최고 지도부를 박헌영과 함께 미국의 간첩이라고 결론을 내린 박헌영 리승엽 숙청 사건의 결과로 더욱 공고해졌다. 분단으로 말미암아 자료 수집의 어려움도 겹쳐 한국 전쟁 중 유격대의 활동에 대한 조선민주주의인민공화국의 학술 연구는 북위 38도선 이북 지역에 좀 더 집중되어 있다.

## 관련 기록과 예술 작품

### 대한민국
다음은 대한민국의 조선인민유격대 관련 주요 문헌과 예술 작품들이다.
조선인민유격대 1차 자료
- 《빨치산자료집》, 한림대아시아문화연구소, 1996.

전투사 문헌
- 《공비토벌사》, 대한민국 육군본부, 1954.
- 《공비연혁》, 대한민국 육군본부, 1971.
- 《대비정규전사》, 대한민국 국방부, 1988.

토벌대 출신자의 수기
- 차길진, 《빨치산 토벌대장 차일혁의 수기》, 기린원, 1990.
- 김두운, 《지리산 공화국》, 신세대사, 1991.
- 백선엽, 《실록 지리산》, 고려원, 1992. ISBN 9788912121334

유격대 출신자의 수기 또는 전기
- 이태,《남부군》, 두레, 1988. ISBN 9788974430580
- 김산,《여자 빨치산》, 창작예술사, 1988.
- 이영식,《빨치산》, 행림출판, 1988.
- 정충제,《실록 정순덕》, 대제학, 1989.
- 김영,《총과 백합꽃》, 좋은책, 1989.
- 최태환·박혜강, 《젊은 혁명가의 초상》, 공동체, 1989.
- 정지아,《빨치산의 딸》, 실천문학사, 1990. ISBN 8991071112(재출간본)
- 김영,《빨치산 철창수첩》, 한겨레, 1990.
- 김세원, 《비트》, 일과 놀이, 1993.
- 한국역사연구회 현대사증언반,《끝나지 않은 여정》, 대동, 1996.
- 안재성, 《이현상 평전》, 실천문학사, 2007. ISBN 9788939205840

소설
- 이병주, 《지리산》, 세운문화사, 1978.
- 김원일, 《겨울골짜기》, 민음사, 1986.
- 조정래, 《태백산맥》, 해냄, 1987. ISBN 9788973377947
- 권운상, 《녹슬은 해방구》, 백산서당, 1989. ISBN 5000032594
- 노가원, 《남도부》, 월간 말, 1993.
- 김주영, 《천둥소리》, 문이당, 2000
- 유기수, 《빨치산》, 한국문인협회, 2002.
- 신진탁, 《백두대간》, 정은출판, 2005. ISBN 8958240407
- 정관호, 《남도빨치산》, 매직하우스, 2008. ISBN 9788996037996

만화
- 박건웅, 《꽃》, 새만화책, 2004. ISBN 9788990781215

시집
- 오봉옥, 《지리산 갈대꽃》, 창작과비평사, 1988. ISBN 9788936420697
- 이원규, 《빨치산 편지》, 청사, 1990.
- 안도섭, 《아 삼팔선》, 천우, 2007. ISBN 9788979543193

영화
- 이강천, 《피아골》, 1955.
- 김수용, 《산불》, 1977.
- 유현목, 《장마》, 1979.
- 정지영, 《남부군》, 1990.
- 임권택, 《태백산맥》, 1994.
- 김동원, 《송환》, 2003.
- 김진열, 《잊혀진 여전사》, 2004.

연극
- 《밥꽃수레》, 놀이패 한두레, 2002.

드라마
- 《여명의 눈동자》, 문화방송, 1991~1992.

### 조선민주주의인민공화국

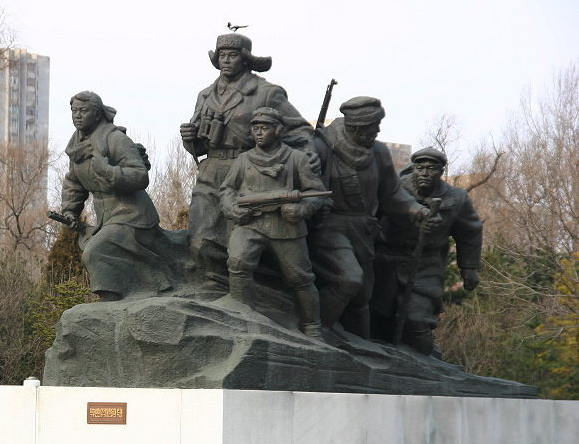
적후 인민유격대원들의 투쟁

문학 분야에서는 한국 전쟁 중 전쟁 문학의 일환으로 조선인민유격대의 투쟁을 그린 작품이 등장 한 이래 유격대원 출신으로 송환된 비전향 장기수를 소재로 삼은 장편 소설까지 꾸준히 다루어지고 있다. 전자의 예로는 제주도를 “영웅의 섬,” 지리산을 “백절불굴의 전구”로 묘사한 임화의 시 〈기지로 도라가거든〉(1952년)을 들 수 있고, 후자의 대표적인 예로 2002년부터 출간되기 시작한 《지리산의 갈범》이 있다.
평양에 건설된 조국해방전쟁승리기념탑에는 〈적후 인민유격대원들의 투쟁〉이라는 이름의 조형물이 설치되어 있다. 군상 형태로 조성된 이 조형물은 유격대원으로 여성과 노인, 소년을 형상화하여 조선인민유격대에 남녀노소를 가리지 않고 다양한 사람들이 참여했음을 강조했다.
1960년대 초반에 당시까지 지리산에 남아 있던 정순덕을 주인공으로 삼은 영화와 가극이 제작 추진된 바 있다. 다부작 예술 영화 《민족과 운명》 가운데 리인모의 한국 전쟁 중 활동과 수감 생활을 그린 리정모 편이 삼부작으로 만들어져 인기리에 상영되기도 했다.

## 사진첩

회문산빨치산사령부
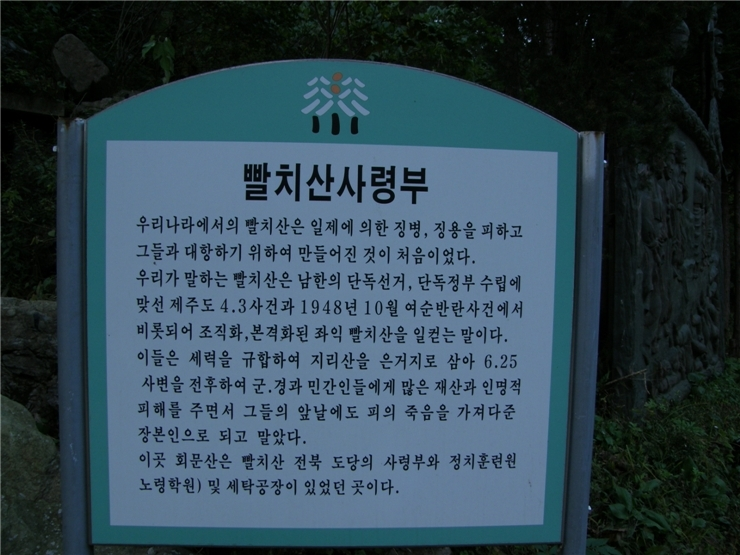
안내문
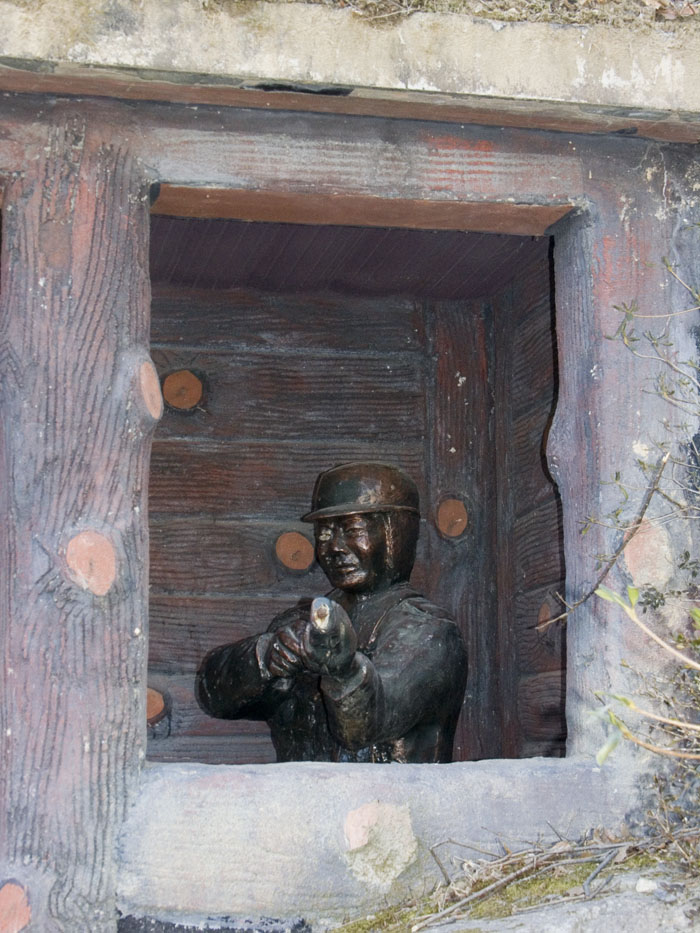
초소 모형
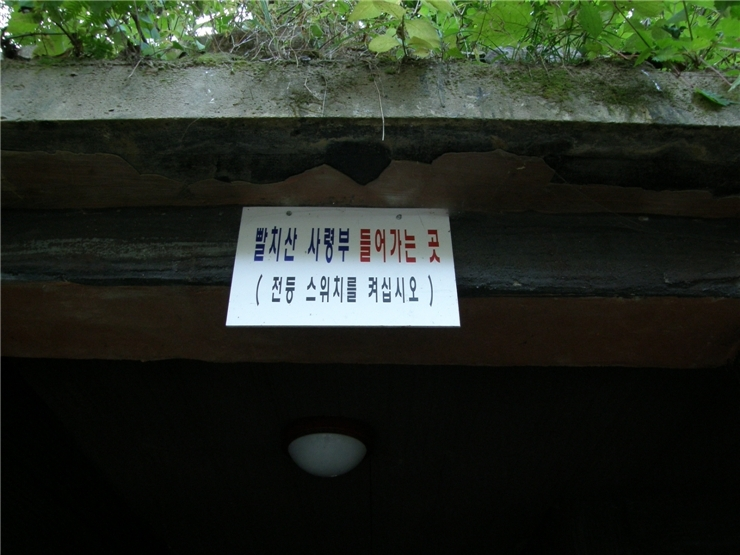
아지트 입구
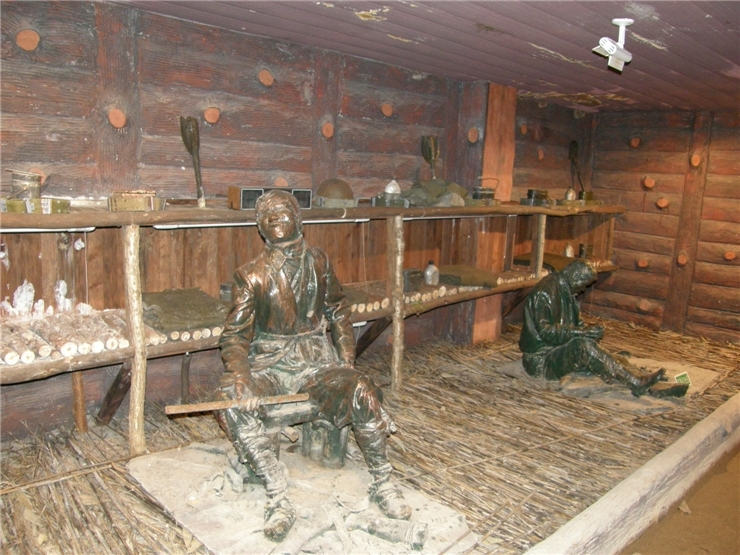
아지트 내부

지리산충혼탑유물전시관
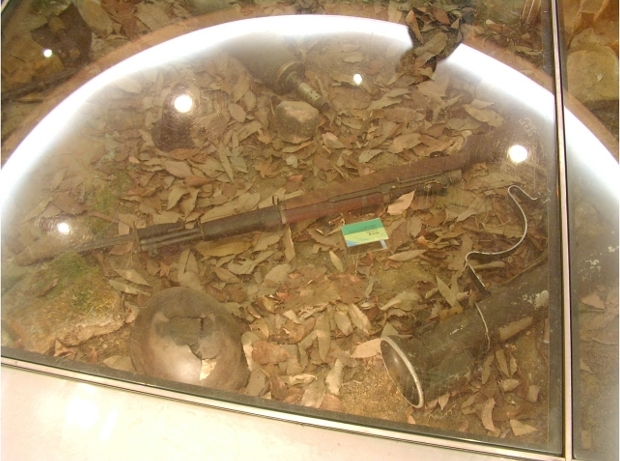
총
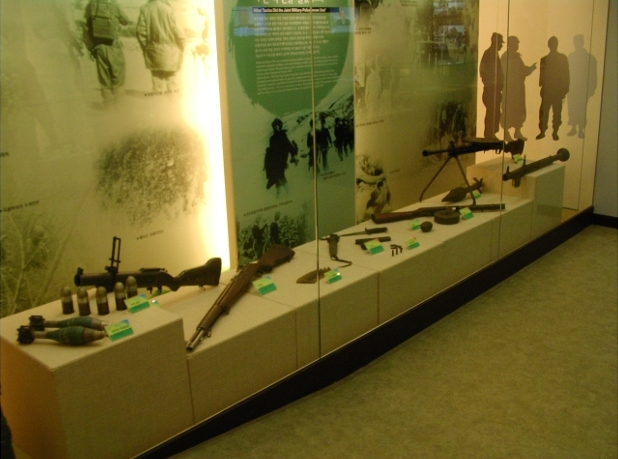
총과 무기
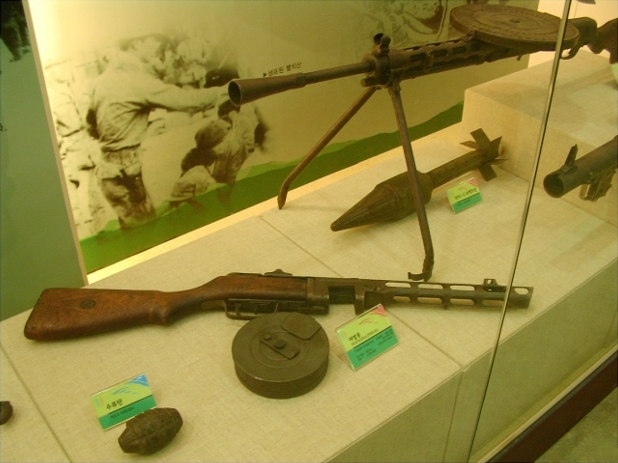
기관단총
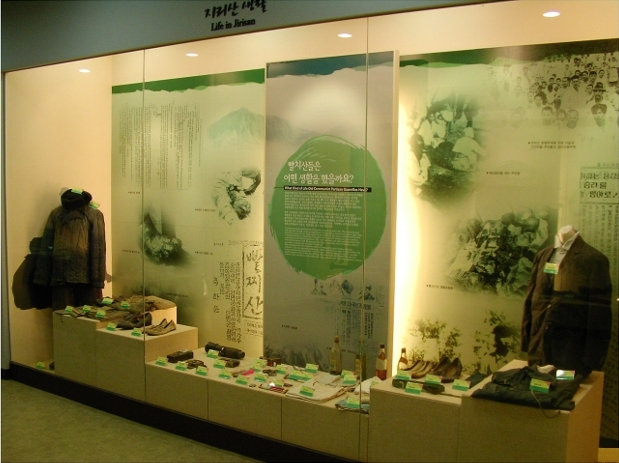
의류와 생활용품

지리산빨치산토벌전시관
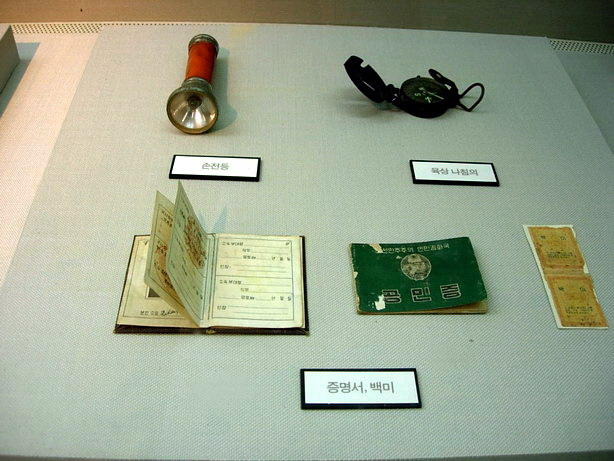
증명서와 개인 장비
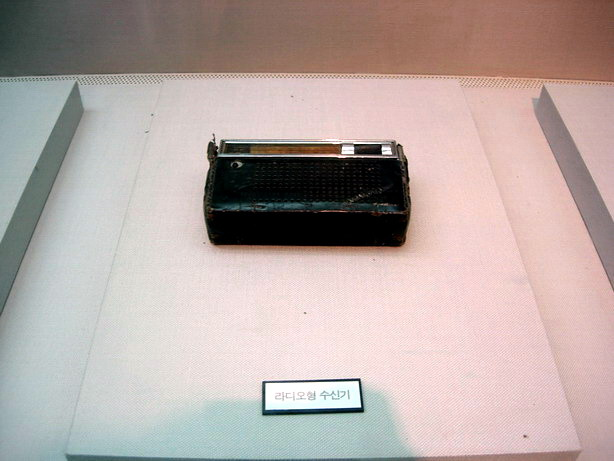
수신기
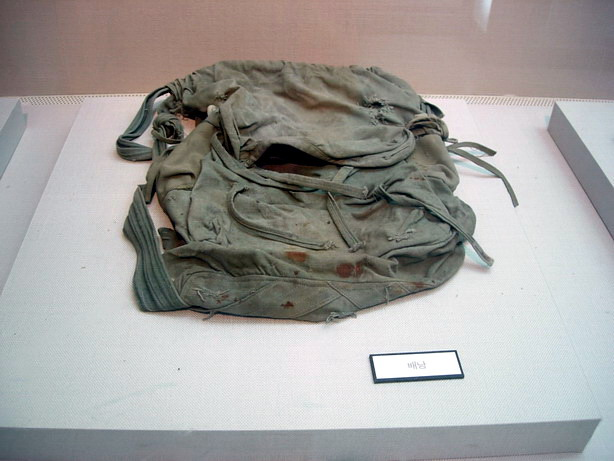
배낭
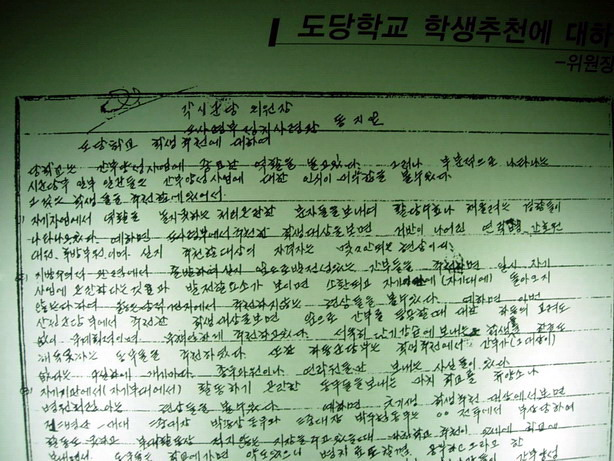
문건

- 회문산빨치산사령부
- 안내문
- 초소 모형
- 아지트 입구
- 아지트 내부

## 같이 보기
- 태백산맥 (소설)
- 한국 전쟁
- 지리산
- 남조선로동당
- 백야전사령부
- 지리산빨치산토벌전시관
- 빨치산
- 치안대